# Mark Huffam
Mark Huffam é um produtor de cinema britânico. Foi indicado ao Oscar de melhor filme na edição de 2016 pela realização da obra The Martian, ao lado de Simon Kinberg, Ridley Scott e Michael Schaefer.

## Filmografia
- 2011: Game of Thrones
- 2011: Stand Off
- 2012: Prometheus
- 2012: Keith Lemon: The Film
- 2013: World War Z
- 2013: The Counselor
- 2014: Road
- 2014: Robot Overlords
- 2014: Halo: Nightfall
- 2014: Exodus: Gods and Kings
- 2015: Killing Jesus
- 2015: The Martian
- 2016: Morgan
- 2016: The Journey
- 2016: The Lost City of Z
- 2017: Alien: Covenant
- 2017: All the Money in the World